# Воскресенська церква (Чернігів)
Воскресенська церква — кам'яна церква, яка розташована у місті Чернігів.

## Історія
Церква побудована у 1772—1775 рр. на міському цвинтарі за ініціативою і на кошти поміщиці Катерини Борковської із окремою дзвіницею, у нижньому ярусі якої була розташована церква Святого Григорія.
Після Жовтневого перевороту церкву закрили, на її території проклали дорогу, яка розділила церкву від дзвіниці.
За свою історію Воскресенська церква не зазнала суттєвих перебудов. З усіх діючих під час Другої світової війни храмів у Чернігові до 70-х рр. ХХ ст. вона залишалася єдиною, де проводилися богослужіння. До речі, у ті часи невеличка церква була в Чернігові кафедральним храмом.
На початку XXI ст. у Воскресенській церкві проводилися великі реставраційні роботи до святкування 1000-ліття хрещення.

## Архітектура
Церква споруджена у стилі пізнього бароко, але з дуже помітним впливом класицизму. За формами та оздобленням пам'ятка нагадує споруди українського архітектора Івана Григоровича-Барського.
Церква мурована, однобанна, квадратна за планом. До центрального об'єму з чотирьох боків прилягають прямокутні притвори, а з східної сторони — дерев'яна гранчаста апсида. Фасади четверика завершено трикутними фронтонами.

## Інтер'єр
Стародавнє оформлення інтер'єру Свято-Воскресенської церкви не збереглося.

## Охоронний статус
Воскресенська церква та дзвіниця - пам'ятки архітектури національного значення Чернігівської області.